# Hugo Galloni
Hugo Aníbal Galloni (nacido el 15 de junio de 1965 en Rosario es un exfutbolista y actual entrenador argentino; se desempeñó como mediocampista y desarrolló su carrera principalmente en Rosario Central, con el que se coronó campeón en Primera División. En la actualidad es el coordinador general de las divisiones inferiores de Rosario Central, cargo que asumió en marzo de 2019.

## Carrera

### Como jugador
Debutó profesionalmente en Rosario Central en la última fecha del Torneo Metropolitano de 1984, frente a Platense (victoria 3-0), cuando Central ya había perdido la categoría. En 1985 conquistó el torneo de Primera "B" y por lo tanto, consiguió el retorno a Primera, habiendo disputado 9 encuentros y convertido 3 goles. 
Como Central debió esperar unos meses para volver a jugar debido a una restructuración del calendario deportivo, fue cedido a préstamo a Los Andes, para luego retornar al club de Arroyito para la temporada 1986-87, donde fue el mediocampista por izquierda titular del equipo que se consagró campeón en aquella temporada. Ángel Tulio Zof le confió el puesto en un mediocampo conformado junto a Omar Palma, Adelqui Cornaglia y Roberto Gasparini. Disputó 35 partidos y marcó 3 goles, el último de ellos en la penúltima fecha del torneo en la victoria ante Unión de Santa Fe por 2-1, que dejó a Central a las puertas del título. 
Estuvo presente en los seis partidos de su equipo en la Copa Libertadores 1987, en la que convirtió un gol. Prosiguió como titular en la temporada siguiente, hasta que una doble fractura de tibia y peroné lo tuvo fuera de las canchas por más de dos años.

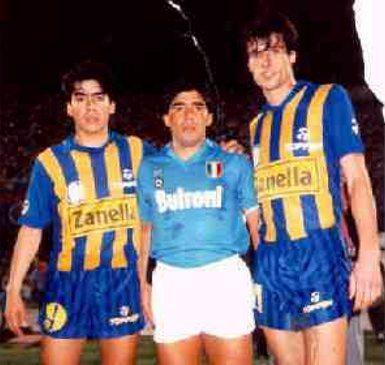
Galloni acompañado por Jorge Manuel Díaz y Diego Maradona, en ocasión de un encuentro amistoso entre Rosario Central y Nápoli.

Tras su retorno en 1991, le costó retomar el ritmo futbolístico, lo que lo llevó a su retiro definitivo al finalizar la temporada 1992-93. Antes de que esto sucediera, dejó su huella en el recuerdo del clásico rosarino, cuando el 7 de octubre de 1992 convirtió el gol de la victoria canalla ante Newell's Old Boys, encuentro disputado en el Gigante de Arroyito. La visita arrancó ganando con gol de Ricardo Lunari; en el segundo tiempo empató el Puma Rodríguez de cabeza, mientras que al minuto 73, Galloni (que había ingresado por Federico Lussenhoff ocho minutos antes) convirtió con un magnífico tiro libre, el gol que terminó confiriendo el triunfo al canalla.
Galloni disputó 138 partidos con la casaca auriazul, marcando 13 goles.

### Como entrenador
Con los años, se convirtió en entrenador de las divisiones inferiores, haciéndose cargo de forma interina del plantel de primera en cuatro ocasiones. 
Su debut se produjo en el Torneo Clausura 2004, ante San Lorenzo en Buenos Aires, empatando 0-0. En el Clausura 2006 cumplió su segunda intervención, tras el retiro de la conducción técnica de Ángel Tulio Zof. En el Apertura 2007 medió entre la salida de Carlos Ischia y la llegada de Leonardo Madelón.  Tuvo su cuarto período en 2014 dirigiendo los dos encuentros finales del Torneo de Transición. Su estadística marca que dirigió 9 partidos, ganando 1, empatando 3 y perdiendo 5. Tras ganar su único partido ante Banfield el 5 de diciembre de 2014, anunció que no se hará cargo del primer equipo en adelante.
Actualmente se desempeña como entrenador de la división reserva de Rosario Central.

## Clubes

### Como jugador
| Club            | País      | Año       |
| --------------- | --------- | --------- |
| Rosario Central | Argentina | 1984-1985 |
| Los Andes       | Argentina | 1986      |
| Rosario Central | Argentina | 1986-1993 |

### Como Entrenador
| Club            | País      | Año             |
| --------------- | --------- | --------------- |
| Rosario Central | Argentina | 2004 (interino) |
| Rosario Central | Argentina | 2006 (interino) |
| Rosario Central | Argentina | 2007 (interino) |
| Rosario Central | Argentina | 2014 (interino) |

## Estadísticas
| Club                                                        | Div           | Temporada     | Liga  | Liga  | Copas Nacionales(1) | Copas Nacionales(1) | Copas Internacionales(2) | Copas Internacionales(2) | Total | Total |
| Club                                                        | Div           | Temporada     | Part. | Goles | Part.               | Goles               | Part.                    | Goles                    | Part. | Goles |
| ----------------------------------------------------------- | ------------- | ------------- | ----- | ----- | ------------------- | ------------------- | ------------------------ | ------------------------ | ----- | ----- |
| Rosario Central Argentina                                   | 1.ª           | M-1984        | 1     | 0     | -                   | -                   | -                        | -                        | 1     | 0     |
| Rosario Central Argentina                                   | 2.ª           | 1985          | 9     | 3     | -                   | -                   | -                        | -                        | 9     | 3     |
| Los Andes Argentina                                         | 2.ª           | 1986          | 20    | 2     | -                   | -                   | -                        | -                        | 20    | 2     |
| Los Andes Argentina                                         | Total club    | Total club    | 20    | 2     | -                   | -                   | -                        | -                        | 20    | 2     |
| Rosario Central Argentina                                   | 1.ª           | 1986-87       | 35    | 3     | -                   | -                   | -                        | -                        | 35    | 3     |
| Rosario Central Argentina                                   | 1.ª           | 1987-88       | 30    | 3     | -                   | -                   | 6                        | 1                        | 36    | 4     |
| Rosario Central Argentina                                   | 1.ª           | 1988-89       | 0     | 0     | -                   | -                   | -                        | -                        | 0     | 0     |
| Rosario Central Argentina                                   | 1.ª           | 1989-90       | 0     | 0     | -                   | -                   | -                        | -                        | 0     | 0     |
| Rosario Central Argentina                                   | 1.ª           | 1990-91       | 11    | 1     | -                   | -                   | -                        | -                        | 11    | 1     |
| Rosario Central Argentina                                   | 1.ª           | 1991-92       | 21    | 1     | -                   | -                   | -                        | -                        | 21    | 1     |
| Rosario Central Argentina                                   | 1.ª           | 1992-93       | 24    | 1     | 1                   | 0                   | -                        | -                        | 25    | 1     |
| Total club                                                  | Total club    | Total club    | 131   | 12    | 1                   | 0                   | 6                        | 1                        | 138   | 13    |
| Total carrera                                               | Total carrera | Total carrera | 151   | 14    | 1                   | 0                   | 6                        | 1                        | 158   | 15    |
| (1) Incluye Copa Centenario. (2) Incluye Copa Libertadores. |               |               |       |       |                     |                     |                          |                          |       |       |

## Palmarés
| Título           | Equipo                | País      | Año     |
| ---------------- | --------------------- | --------- | ------- |
| Primera B        | C. A. Rosario Central | Argentina | 1985    |
| Primera División | C. A. Rosario Central | Argentina | 1986-87 |